# Lisove, Rujîn
Lisove (în ucraineană Лісове) este un sat în comuna Vcioraișe din raionul Rujîn, regiunea Jîtomîr, Ucraina.

## Demografie
Componența lingvistică a localității Lisove
     Ucraineană (94%)
     Rusă (6%)
Conform recensământului din 2001, majoritatea populației localității Lisove era vorbitoare de ucraineană (94%), existând în minoritate și vorbitori de rusă (6%).